# 铁岭卫
铁岭卫为公元1388年，明朝为取代元朝开元路设置管辖今中国东北和朝鲜半岛东北部的一个卫所，铁岭卫最初设在鸭绿江以东，后改置辽东奉集堡（今辽宁省沈阳市东南奉集堡）和古银州（今铁岭市）。
元朝双城总管府的南界也叫铁岭卫（今咸镜道与江原道交界处），而铁岭是高丽原有地名。
明朝初年，明太祖意图收回铁岭（今咸镜道与江原道交界处）以北的元朝国土，“命户部咨高丽王：以铁岭北东、西之地，旧属开元，其土著军民女直、鞑靼、高丽人等，辽东统之。铁岭之南，旧属高丽人民，悉听本国管属。疆境既正，各安其守，不得复有所侵越。”。此举引起高丽强烈的不满，高丽表奏“铁岭迤北，历文、高、和、定、咸等诸州以至公崄镇，自来悉是本国之地”。高丽禑王以进攻中国的辽东地区的行动来对抗，是年四月，辛禑派都统使李成桂北渡鸭绿江进攻中国辽东。李成桂渡过鸭绿江后發覺行軍困難、糧餉不濟、士气低落，上書要求班師，王禑不聽。於是在威化島回軍，回师松京，废黜高麗禑王，流放崔莹。之后李成桂立禑王之子王昌为王，与明朝表示商意，并意图自立。此后明朝不再要求原铁岭以北鸭绿江以南之地，并将铁岭卫改置于辽东奉集堡（今辽宁沈阳东南奉集堡）。1393年，铁岭卫又从奉集堡移至银州（今辽宁省铁岭市）。